# Sveriges historia från 1991
Sveriges historia från 1991 behandlar Sveriges historia från tillträdet av Regeringen Carl Bildt den 4 oktober 1991 till i dag.

## Svensk politik

### Regeringen Carl Bildt
Riksdagsvalet i Sverige 1991 ledde till att Kristdemokraterna kom in i riksdagen för första gången, liksom det nybildade partiet Ny demokrati, medan Miljöpartiet de gröna åkte ut. Följden blev en borgerlig regering för första gången sedan 1982, med Carl Bildt som statsminister.
Den nya regeringen kom relativt snart att börja att förlora i popularitet då de ekonomiska problemen bestod och underskottet i statens finanser växte sig stort som en följd av finanskrisen i Sverige 1990–1994. År 1992 träffades en uppgörelse med socialdemokraterna som innehöll omfattande besparingar och beslut om ett nytt pensionssystem.

### Inträde i EU och ny s-regering

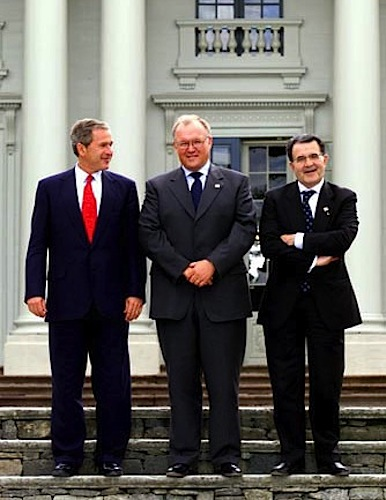
Statsminister Göran Persson välkomnar George W. Bush och Romano Prodi till Sverige i juni 2001.

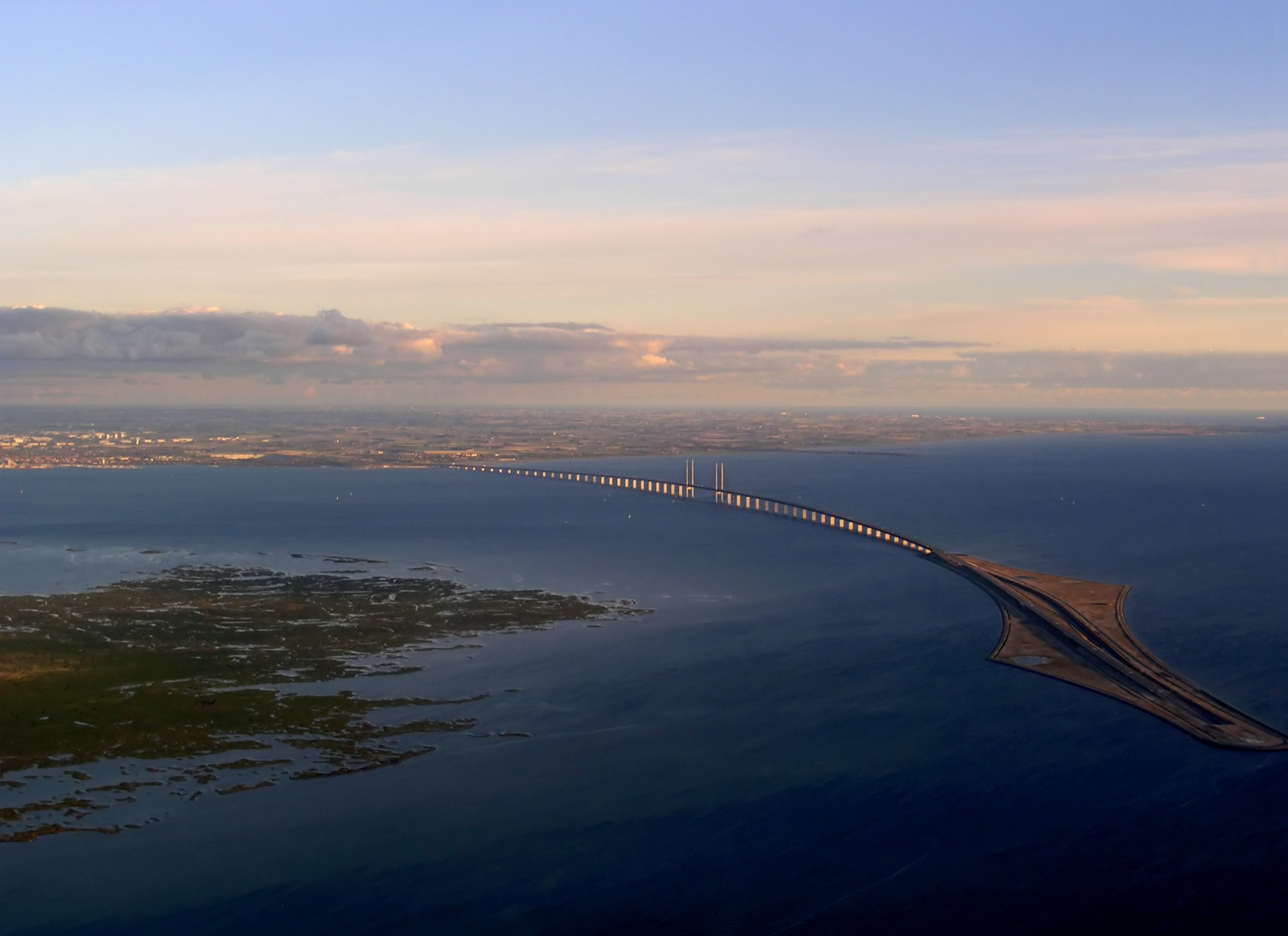
Öresundsbron, som invigdes 1 juli 2000, är en symbol för Sveriges allt starkare anknytning till övriga Europa.

Riksdagsvalet i Sverige 1994 gav utrymme för en ny socialdemokratisk minoritetsregering, och Ingvar Carlsson blev åter statsminister. Miljöpartiet kom återigen in i riksdagen, medan Ny demokrati åkte ur. Vid folkomröstningen om EU-medlemskap den 13 november samma år röstade en majoritet (52,3 %) för att Sverige skulle gå med i Europeiska unionen, vilket därför genomfördes vid årsskiftet. Vänsterpartiet och Miljöpartiet var de enda riksdagspartier som förespråkade ett nej, men splittringen inom framför allt socialdemokraterna och centerpartiet var påtaglig.
Passagerarfärjan Estonia sjönk i Östersjön den 28 september 1994, och 852 ombordvarande personer, varav 501 svenskar, omkom.
Vid Europaparlamentsvalet 1995 använde flera partier som var kluvna internt olika listor, en med EU-förespråkare och en med EU-motståndare. Vänsterpartiet och miljöpartiet gjorde ett starkt val, bland annat beroende på deras EU-motstånd. De kom dock även att gå framåt i den allmänna opinionen då den socialdemokratiska regeringen förde en stram ekonomisk politik och allmänt ansågs ha gått till höger[källa behövs], samtidigt som vänsterpartiet under Gudrun Schyman breddade sin politiska plattform. Efter att Ingvar Carlsson avgick från statsministerposten 1996 efter eget önskemål, tog den tidigare finansministern Göran Persson över regeringsmakten och har sedan suttit kvar över två val, hela tiden i minoritetsregering som framför allt fått stöd av vänsterpartiet och miljöpartiet.
Riksdagsvalet i Sverige 1998 innebar framgångar för Kristdemokraterna och Vänsterpartiet, medan övriga partier, främst Socialdemokraterna, tappade. Ny Demokratis tidigare partiledare Ian Wachtmeister gjorde ett misslyckat försök att åter komma in i riksdagen med Det nya partiet. Öresundsförbindelsen mellan Malmö och Danmarks huvudstad Köpenhamn invigdes den 1 juli 2000.
Sverige var ordförandeland i EU under januari-juni 2001 och var värd för EU-toppmötet i Göteborg 14–16 juni som bland annat besöktes av USA:s president George W Bush; det första tillfälle då USA:s president besökt Sverige. I samband med detta skedde de mycket omdiskuterade Göteborgskravallerna.
Riksdagsvalet i Sverige 2002 medförde inga betydande förändringar mellan blockgränserna, men desto större inom blocken. Folkpartiet liberalerna gick mycket starkt framåt medan Moderaterna och Kristdemokraterna tappade i samma omfattning. Socialdemokraterna, som på grund av ett förbättrat ekonomiskt läge börjat kunna föra en mer generös ekonomisk politik gick framåt, medan vänsterpartiet tappade.
Folkomröstningen om införande av euron den 14 september 2003 slutade i ett nej (55,9 %). Omröstningen överskuggades av att utrikesminister Anna Lindh knivhuggits den 10 september, och avlidit av skadorna dagen efter, vilket ledde till att valkampanjerna genast avbröts. Centerpartiet, vänsterpartiet och miljöpartiet förespråkade ett nej, medan övriga partier var för.
Jordbävningen i Indiska oceanen 2004 drabbade tusentals svenskar på semester i Thailand, och 543 svenskar beräknas ha omkommit. Myndigheternas agerande fick politiska efterverkningar. Skeendet granskades av Katastrofkommissionen.

### Regeringen Reinfeldt

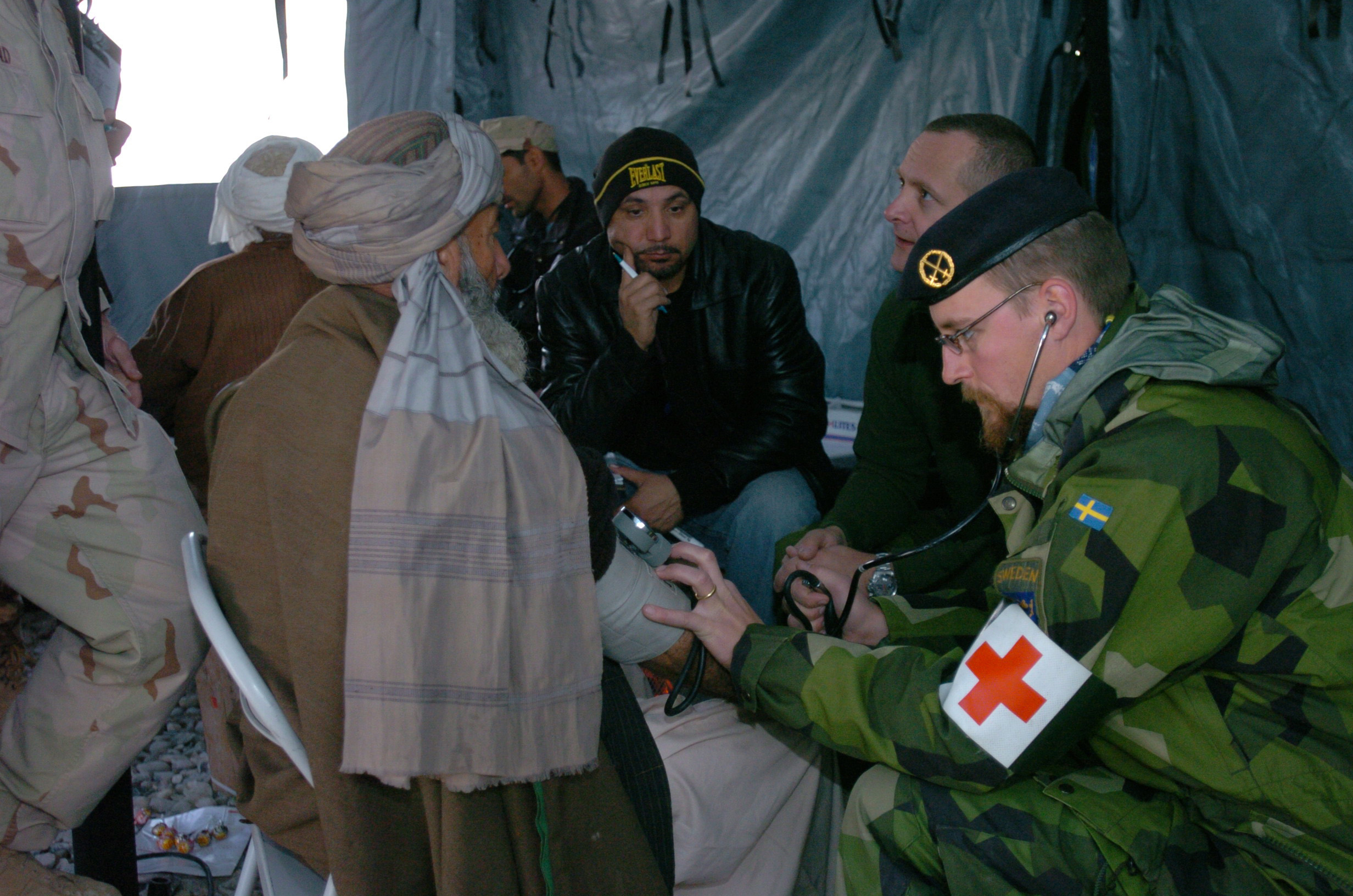
Svenska insatsen i Afghanistan.

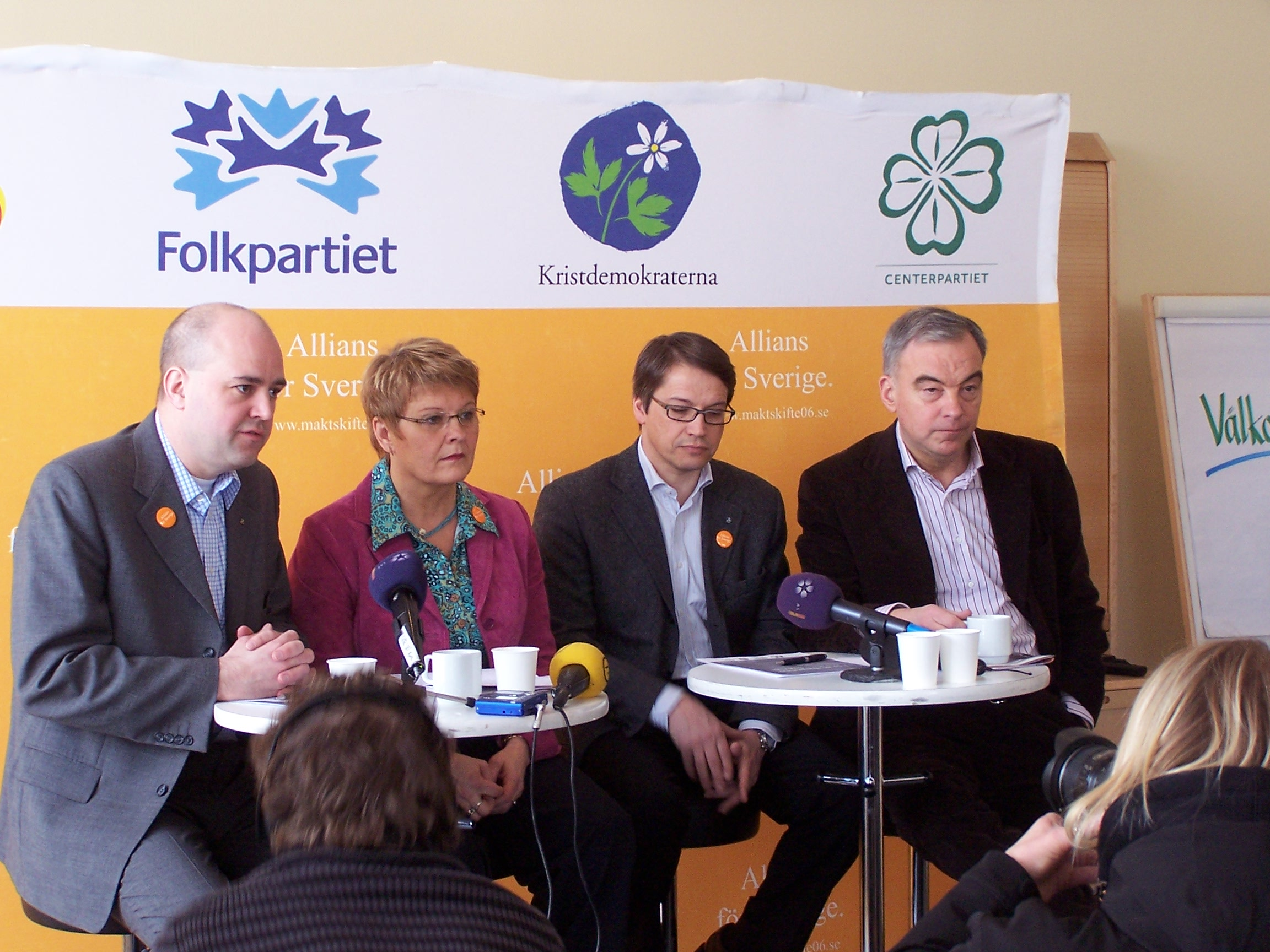
Allians för Sverige vann riksdagsvalet i Sverige 2006.

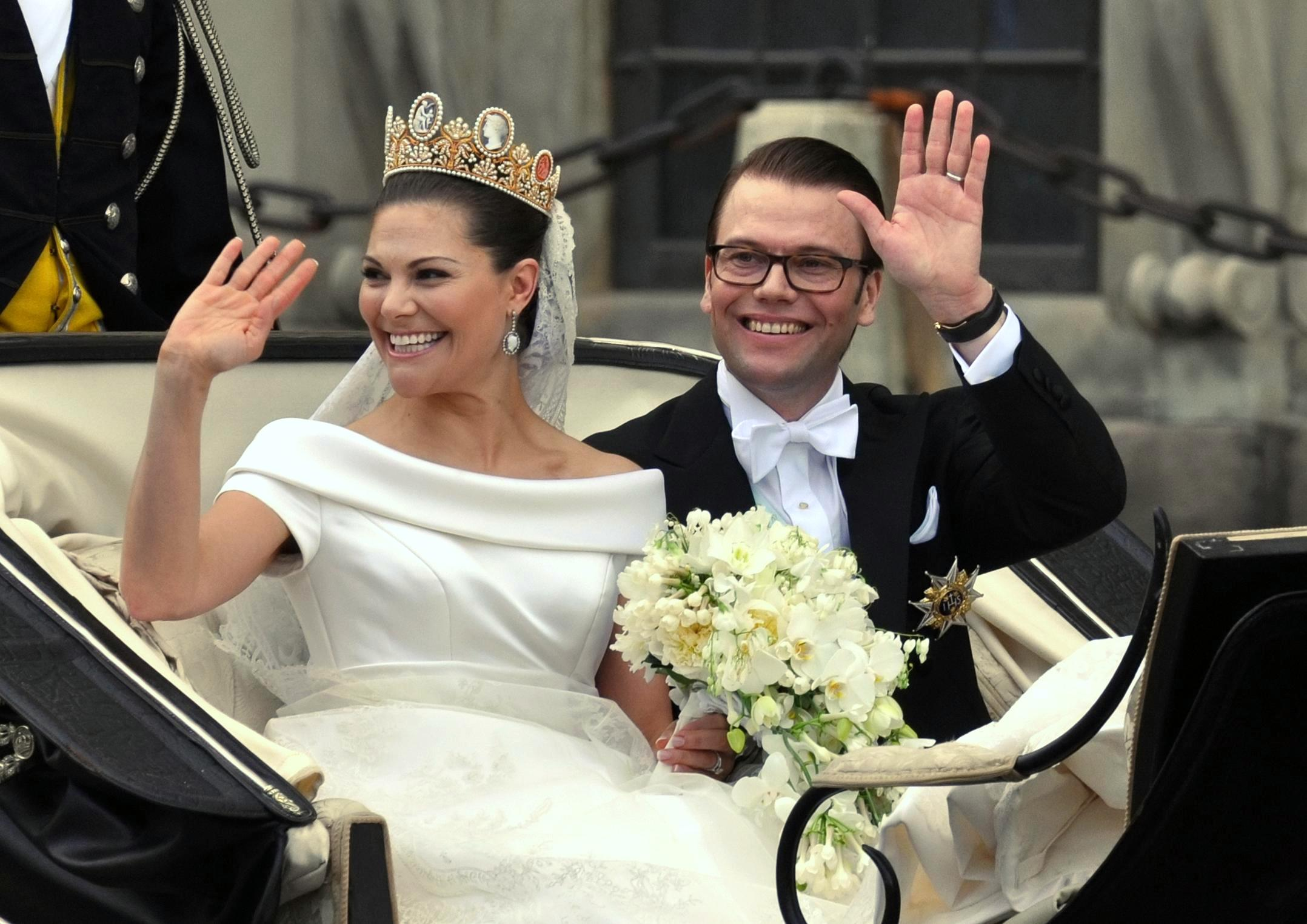
Bröllopet mellan kronprinsessan Victoria och Daniel Westling.

Efter att Fredrik Reinfeldt blev partiledare för moderaterna 2003 har partiet har han gjort flera uppmärksammade uppbrott med partiets traditionella politik, bland annat har de förespråkade sänkningarna av skatten minskat.
De borgerliga partierna under Allians för Sverige, senare Alliansen, fick majoritet i riksdagen efter riksdagsvalet i Sverige 2006 och bildade en koalitionsregering. De första veckorna hamnade denna regering i medialt blåsväder då det visade sig att flera statsråd anlitat svart städhjälp, underlåtit att betala TV-licensavgift och begått andra liknande förseelser. Två ministrar, Cecilia Stegö Chilò och Maria Borelius, lämnar efter mycket kort tid sina ministerposter.
Det EU-skeptiska partiet Junilistan nådde oväntade framgångar i Europaparlamentsvalet 2004, medan övriga partier förutom centerpartiet tappade röster. År 2005 bildades organisationen Feministiskt Initiativ med Gudrun Schyman som frontfigur. Junilistan, Feministiskt Initiativ och Piratpartiet fick begränsad framgång i valet 2006.
Nationalistiska Sverigedemokraterna och Nationaldemokraterna har nått vissa framgångar i kommunalval under perioden. Sverigedemokraterna fick knappt 1,5 % av rösterna i valet 2002. Sveriges Pensionärers Intresseparti har vid valen 1998 och 2002 fått omkring en procent av rösterna. Sverigedemokraterna gick starkt framåt i valet 2006 och är sedan dess representerade i många kommunfullmäktige.
Några mycket omdebatterade frågor från 2008 och framåt var FRA-lagen och Datalagringsdirektivet. Debatt om och förbud mot fildelning av upphovsrättsskyddat material, som ledde till den mycket omdebatterade Pirate Bay-rättegången, följt av IPRED-lagen, ökade stödet för Piratpartiet, som i maj 2009 blev Sveriges tredje största parti till antal medlemmar, och kom in i Europaparlamentet efter Europaparlamentsvalet 2009.
Under 2008 märkte Sverige av den globala finanskrisen, bland annat genom att svenska bankers filialer i de baltiska länderna uppvisade stora förluster. Alliansregeringen balanserade statsbudgeten genom hela krisen. Under Eurokrisen 2010 erbjöd Sverige krediter till bland annat Irland.
Regeringen Reinfeldt avskaffade bland annat värnplikten i fredstid, kårobligatoriet, filmcensur och Apotekets monopol, och slog samman flera myndigheter. Bland de nyskapade myndigheterna fanns Tillväxtverket, Diskrimineringsombudsmannen, Transportstyrelsen, Trafikverket, Pensionsmyndigheten och Myndigheten för samhällsskydd och beredskap. Under hösten 2009 var Sverige ordförandeland i EU, och Sverige anslöt sig till Lissabonfördraget.
Kronprinsessan Victoria gifte sig den 19 juni 2010 med Daniel Westling, som därmed fick titeln prins Daniel. De fick 23 februari 2012 en dotter, prinsessan Estelle, som efterträder Victoria i tronföljden.
Efter valet till Sveriges riksdag 2010 kom Sverigedemokraterna in i riksdagen. Regeringen Reinfeldt förlorade sitt majoritetsstöd, men fortsatte som minoritetsregering. Socialdemokraterna fick sitt sämsta valresultat sedan allmän rösträtt infördes, och partiledaren Mona Sahlin efterträddes av Håkan Juholt och senare av Stefan Löfven. Några uppmärksammade våldsdåd under slutet av 2010 var skottdåden i Malmö och bombdåden i Stockholm 2010. I samband med valet 2010 genomfördes grundlagsreformen 2010.
Regeringen Reinfeldt avgick efter valet till Sveriges riksdag 2014, och efterträddes av regeringen Löfven I, med statsråd från Socialdemokraterna och Miljöpartiet. När regeringen förlorade omröstningen om statens budget, inträffade regeringskrisen i Sverige 2014, där Löfven utlyste ett extraval i mars 2015. Efter att regeringen och Alliansen ingått en överenskommelse (Decemberöverenskommelsen) om att stödja regeringens budget, avblåstes extravalet.

### HBT-politik
Sverige har sedan 1990-talet infört flera lagar till förmån för homosexuella, bisexuella och transpersoner. Registrerat partnerskap infördes 1995, och äktenskap för personer av samma kön infördes 2009. Lagen om hets mot folkgrupp utökades 2002 till att skydda homosexuella, och sedan 2003 kan par av samma kön ansöka om adoption.

## Utrikes- och säkerhetspolitik
Sovjetunionens och de övriga östeuropeiska regimernas fall i början av 1990-talet medförde att Sverige rustade ned sitt territorialförsvar, och att politiker diskuterade ett medlemskap i NATO. År 2005 är försvarets ambition att i stället vara ett insatsförsvar, men dess framtid är osäker. När försvaret lagt ned verksamhet på vissa orter har näringslivet påverkats. Regeringen försöker åtgärda detta genom att utlokalisera myndigheter. Svenska insatsen i Afghanistan är en av de mest uppmärksammade insatserna.

## Ekonomi

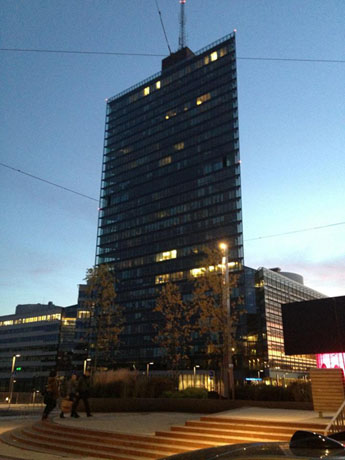
Kista Science Tower.

Kring 1990-1991 bröt en kraftig ekonomisk kris ut i många länder, bland annat Sverige, och den pågick som värst fram till 1994. Man talade om att det "glada 1980-talet", som andra halvan av föregående decennium kallades, var över. En finansiell krasch med centrum på fastighetsmarknaden sammanföll med en valutakris och en kraftig nedgång för exportsektorn. Att detta inträffade under Carl Bildts borgerliga regering har varit föremål för olika tolkningar – högerdebattörer anser att det var denna regering som lyckades stoppa Sveriges fall, medan socialdemokrater menar att högerregeringen och dess politik förvärrade krisen. Under andra halvan av 1990-talet återhämtade sig den svenska ekonomin starkt, men arbetslösheten förblev på en efter svenska mått mätt hög nivå. Under slutet av 1990-talet blåstes IT-branschen upp av finansiell spekulation, och företag som Framfab och Icon Medialab värderades till enorma belopp. År 2000 sprack IT-bubblan och arbetslösheten ökade igen, men sedan dess har IT-branschen konsoliderats, och är idag en stabil tillväxtbransch med internationellt uppmärksammade företag som Skype, MySQL och Spotify.

## Kultur, underhållning och massmedier

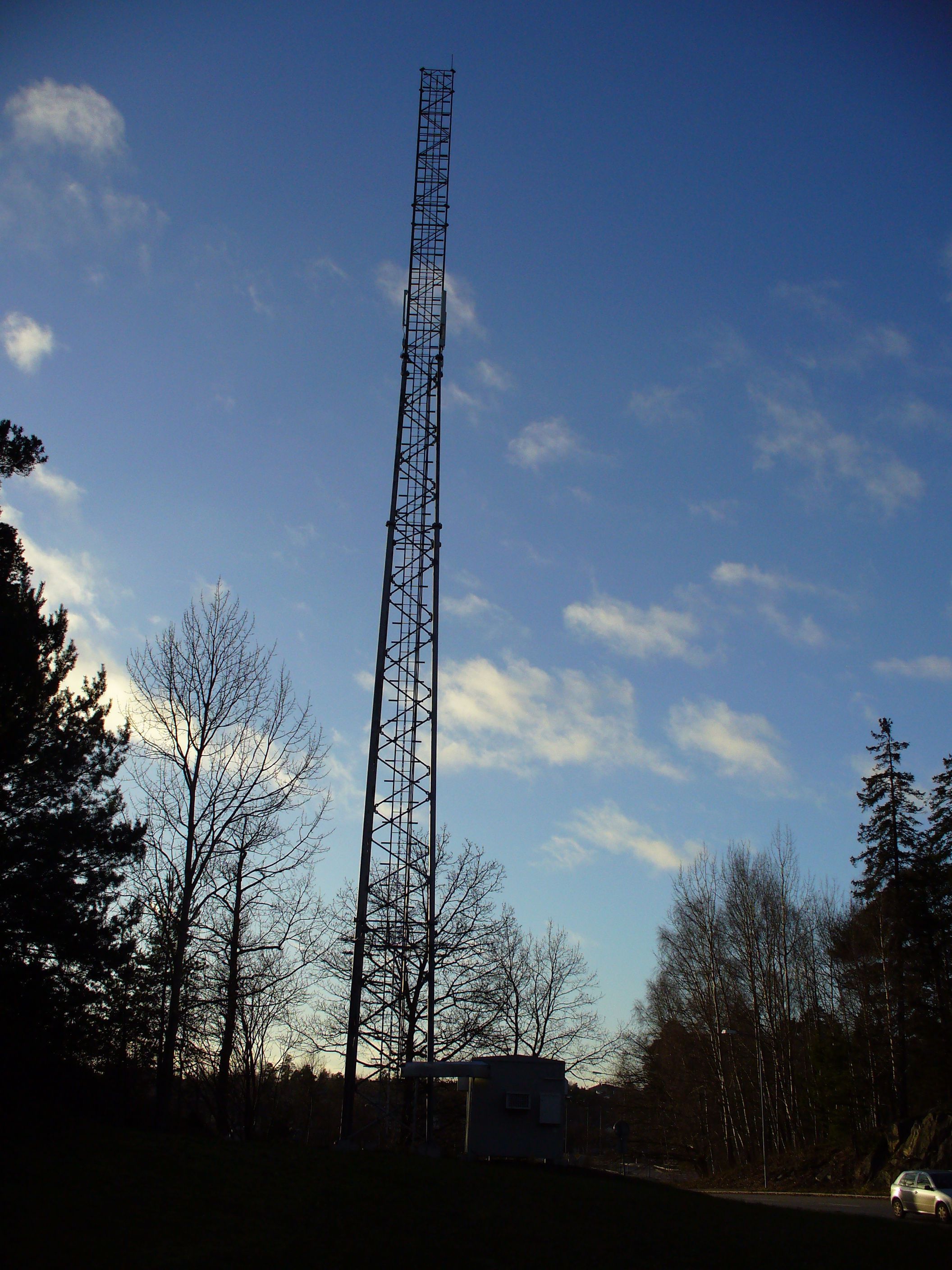
Under 2000-talets första decennium har 3G-master blivit ett vanligt inslag i det svenska landskapet.

Kabel- och satellit-TV hade trots politikernas motstånd börjat sprida sig i Sverige under det sena 1980-talet, men det var under 1990-talet det verkligen tog fart. TV3 blev den 31 december 1987 den första svenskspråkiga privata TV-kanalen. I början av 1990-talet fick den privatägda TV-kanalen TV4 tillstånd att börja sända i det marksända TV-nätet, och reklamfinansierade radiosändningar blev åter tillåtna. Utbudet i svensk TV ändrades kraftigt – i betalkanalerna dominerade underhållningsprogram och filmer från USA. 1997 började SVT sända Expedition Robinson som var banbrytande inom reality-TV-genren. Sverige var i april 1999 ett av de första länderna i världen att införa marksänd digital-TV. I september 2005 inleddes släckningen av det analoga TV-marknätet och i november 2007 hade hela det analoga nätet släckts.
Det var också under 1990-talet som datorn på allvar började komma in i de svenska hemmen. Internet slog igenom på allvar kring 1995–1996. Carl Bildt och Bill Clinton blev de första regeringschefer (USA:s president är både stats- och regeringschef) som utväxlade e-post. Sverige har också varit en viktig aktör i datorspelsbranschen. Regeringen har under 2000-talet uppmuntrat till utbyggnad av fiberoptiska datakablar, populärt kallat bredband.
Sverige var ett föregångsland inom mobiltelefoni, mycket tack vare fruktbart samarbete mellan Televerket – som ombildades till bolaget Telia – och telefon- och systemtillverkaren Ericsson. Sverige fick tidigt ett utbyggt GSM-nät. Under 2000-talets första decennium har operatörerna också investerat stora belopp i ett 3G-nät.

### Sport
Sverige har från 1990-talet till nutid varit fortsatt framstående i flera idrotter – bland annat friidrott (Carolina Klüft, Stefan Holm, Christian Olsson, Kajsa Bergqvist, Susanna Kallur med flera), ishockey för herrar (två OS-guld och fyra VM-guld, och blev 2006 första lag att vinna VM-guld och OS-guld samma säsong de år OS och VM spelats separat), golf (främst genom Annika Sörenstam), fotboll för herrar (brons i VM 1994), fotboll för damer (silver i VM 2003, brons i VM 2011), alpin skidsport (främst genom Pernilla Wiberg och Anja Pärson), längdskidor (främst genom Per Elofsson, Charlotte Kalla, Marcus Hellner och Anna Haag), skidskytte (främst genom Helena Ekholm, Magdalena Forsberg, Carl Johan Bergman, Anna Carin Olofsson-Zidek och Björn Ferry), curling (främst genom Lag Norberg och Lag Lindholm) och cykelsport (främst genom Susanne Ljungskog, Emma Johansson, Magnus Bäckstedt och Gustav Larsson). Några stora evenemang i Sverige har varit EM i fotboll för herrar 1992, VM i fotboll för damer 1995, VM i friidrott 1995, EM i Friidrott 2006 samt Skid-VM 1993 och 2015. Däremot har flera svenska ansökningar till sommar- och vinter-OS misslyckats.

## Övriga händelser
Under 1991-1992 blev mördaren John Ausonius, känd som "Lasermannen", mycket uppmärksammad, när han sköt elva personer, varav en dog. Ausonius har senare angett att motivet varit avsky mot invandrare och att detta legitimerats av Ny Demokrati.
- Sydafrikasatsningen